# Burun (jezik)
Burun jezik (barun, borun, cai, lange; ISO 639-3: bdi), jezik istoimenog nilotskog plemena, kojim govori 18 000 ljudi (Voegelin and Voegelin 1977) u sudanskoj državii Plavi Nil (النيل الأزرق‎: an-Nyl al-Azraq).
Jezik pripada nilsko-saharskoj porodici, užoj nilotskoj skupini, a u unutar Maba-burun jezika čini posebnu Burun poskupinu, čiji je jedini predstavnik. Dijalekti su mu ragreig, abuldugu (bogon, mugo-mborkoina), maiak, mufwa (mopo) i mughaja (mugaja, mumughadja). Uči se u osnovnim školama.

## Vanjske poveznice
- Ethnologue (14th)
- Ethnologue (15th)